# Strupčice
Strupčice település Csehországban, a Chomutovi járásban. Strupčice Velemyšleves, Havraň, Bílence, Vrskmaň, Všestudy, Pesvice és Malé Březno településekkel határos. Lakosainak száma 1138 fő (2024. január 1.).

## Népesség
A település lakosságának változását az alábbi diagram mutatja:
| Lakosok száma | 1197 | 1530 | 1868 | 1148 | 761  | 722  | 858  | 974  | 1050 | 1138 |
|               | 1869 | 1900 | 1921 | 1961 | 1980 | 2011 | 2016 | 2019 | 2021 | 2024 |